# Lista de filmes vencedores dos Prémios Sophia
Esta é uma lista dos filmes vencedores dos Prémios Sophia, atribuídos anualmente pela Academia Portuguesa de Cinema, estando incluídos todos os filmes premiados nas categorias principais e técnicas.

## História
O número máximo possível que um filme pode receber é de 17 Sophias, considerando 7 das 8 categorias principais (contando que um filme somente pode integrar uma das 2 categorias de Melhor Argumento) e as 10 categorias técnicas. 
Desde a criação dos Prémios os filmes mais premiados foram Os Gatos não Têm Vertigens e Cartas da Guerra com 9 Sophias, seguidos de São Jorge, Os Maias, Variações e A Herdade com 7 Sophias, e Capitão Falcão, Florbela e Raiva com 6 Sophias.
Os filmes com mais nomeações foram Amor Impossível e Variações com 17 nomeações, Os Gatos não Têm Vertigens, Florbela, Até Amanhã Camaradas e Parque Mayer com 15 nomeações, e São Jorge e Cinzento e Negro com 14 nomeações.

## Filmes
| Filme                                  | Ano  | Realizador                                   | Distinções | Distinções |
| Filme                                  | Ano  | Realizador                                   | Sophias    | Nomeações  |
| -------------------------------------- | ---- | -------------------------------------------- | ---------- | ---------- |
| Os Gatos Não Têm Vertigens             | 2015 | António-Pedro Vasconcelos                    | 9          | 15         |
| Cartas da Guerra                       | 2017 | Ivo Ferreira                                 | 9          | 11         |
| Variações                              | 2020 | João Maia                                    | 7          | 17         |
| A Herdade                              | 2020 | Tiago Guedes                                 | 7          | 15         |
| São Jorge                              | 2018 | Marco Martins                                | 7          | 14         |
| Os Maias                               | 2015 | João Botelho                                 | 7          | 13         |
| Florbela                               | 2013 | Vicente Alves do Ó                           | 6          | 15         |
| Mosquito                               | 2021 | João Nuno Pinto                              | 6          | 13         |
| Capitão Falcão                         | 2016 | João Leitão                                  | 6          | 10         |
| Raiva                                  | 2016 | Sérgio Tréfaut                               | 6          | 8          |
| Soldado Milhões                        | 2019 | Gonçalo Galvão Teles e Jorge Paixão da Costa | 5          | 9          |
| Listen                                 | 2021 | Ana Rocha de Sousa                           | 5          | 8          |
| Amor Impossível                        | 2016 | António-Pedro Vasconcelos                    | 4          | 17         |
| Até Amanhã Camaradas                   | 2014 | Joaquim Leitão                               | 4          | 15         |
| Linhas de Wellington                   | 2013 | Valeria Sarmiento                            | 4          | 9          |
| A Metamorfose dos Pássaros             | 2022 | Catarina Vasconcelos                         | 4          | 5          |
| Parque Mayer                           | 2019 | António-Pedro Vasconcelos                    | 3          | 15         |
| Cinzento e Negro                       | 2017 | Luís Filipe Rocha                            | 3          | 14         |
| O Último Banho                         | 2022 | David Bonneville                             | 3          | 13         |
| Peregrinação                           | 2018 | João Botelho                                 | 3          | 11         |
| Terra Nova                             | 2022 | Artur Ribeiro                                | 3          | 9          |
| A Última Vez que Vi Macau              | 2014 | João Pedro Rodrigues e João Guerra da Mata   | 3          | 6          |
| Comboio Nocturno para Lisboa           | 2014 | Bille August                                 | 3          | 6          |
| A Mãe é que Sabe                       | 2017 | Nuno Rocha                                   | 2          | 12         |
| Bem Bom                                | 2022 | Patrícia Sequeir                             | 2          | 12         |
| Operação Outono                        | 2013 | Bruno de Almeida                             | 2          | 10         |
| Ordem Moral                            | 2021 | Mário Barroso                                | 2          | 10         |
| Tabu                                   | 2013 | Miguel Gomes                                 | 2          | 9          |
| O Ano da Morte de Ricardo Reis         | 2021 | João Botelho                                 | 2          | 8          |
| Sombra                                 | 2017 | Bruno Gascon                                 | 2          | 8          |
| Em Segunda Mão                         | 2014 | Catarina Ruivo                               | 2          | 7          |
| A Fábrica de Nada                      | 2018 | Pedro Pinho                                  | 2          | 5          |
| Se Eu Fosse Ladrão, Roubava            | 2016 | Paulo Rocha                                  | 2          | 3          |
| Uma Vida à Espera                      | 2018 | Sérgio Graciano                              | 2          | 3          |
| Al Berto                               | 2018 | Vicente Alves do Ó                           | 1          | 11         |
| Cabaret Maxime                         | 2016 | Bruno de Almeida                             | 1          | 9          |
| Montanha                               | 2016 | Leonardo António                             | 1          | 8          |
| Ruth                                   | 2019 | António Pinhão Botelho                       | 1          | 7          |
| Diamantino                             | 2020 | Gabriel Abrantes Daniel Schmidt              | 1          | 7          |
| Estrada de Palha                       | 2013 | Rodrigo Areias                               | 1          | 6          |
| Fátima                                 | 2018 | João Canijo                                  | 1          | 6          |
| É o Amor                               | 2014 | João Canijo                                  | 1          | 5          |
| Diários de Otsoga                      | 2022 | Maureen Fazendeiro e Miguel Gomes            | 1          | 5          |
| O Frágil Som do Meu Motor              | 2014 | Leonardo António                             | 1          | 4          |
| Refrigerantes e Canções de Amor        | 2017 | Luís Galvão Teles                            | 1          | 2          |
| Ornamento e Crime                      | 2018 | Rodrigo Areias                               | 1          | 2          |
| Tristeza e Alegria na Vida das Girafas | 2020 | Tiago Guedes                                 | 1          | 2          |
| Serpentário                            | 2022 | Carlos Conceição                             | 1          | 2          |
| Jogo de Damas                          | 2017 | Patrícia Sequeira                            | 1          | 1          |
| Djon África                            | 2019 | Filipa Reis e João Miller Guerra             | 1          | 1          |
| O Grande Circo Místico                 | 2020 | Cacá Diegues                                 | 1          | 1          |

| Legenda                            |
| Vencedor do Sophia de Melhor Filme |
| Filme do ano com mais Sophias      |
| Filme do ano com mais Nomeações    |